# LIVE pamS
『LIVE pamS』（ライブ ウラスマ）は、2001年12月12日に発売されたSMAPのツアーDVD・VHSである。

## 概要
アーティストとして史上初の5大ドームツアーを行った記念すべきライブツアー
2001年の7月28日から9月30日に行われたSMAPによる『SMAP '01 "pamS Tour"』の東京ドーム公演の模様が収められている。
稲垣吾郎謹慎中に収録を行ったため、残ったメンバー4人でのライブ映像が収録されている。
VHSでは初の2枚組で構成された。
写真集『Snap』と同時発売（後述）。

## 収録

### 本編映像
※VHS/DVD共通。

#### Vol.1/Disc 1
1. Opening
2. $10
3. がんばりましょう
4. ダイナマイト
5. KANSHAして
6. Smac
7. Can't Stop!! -LOVING-
8. Don't Cry Baby
9. Major
10. 負けるなBaby! 〜Never give up
11. 笑顔のゲンキ
12. 正義の味方はあてにならない[注 1]
13. 朝日を見に行こうよ（韓国語ヴァージョン）- 草彅剛
14. グリーン グリーン - 香取慎吾
15. 恋の形
16. どんないいこと
17. 夜空ノムコウ
18. MC #1
19. Scarface Groove
20. living large
21. Five True Love
22. オレンジ
23. らいおんハート

#### Vol.2/Disc 2
1. HA - 木村拓哉
2. HOWEVER - 中居正広
3. オイラの人生のっぺらぼ〜！ - 中居正広
4. 慎吾ママの学園天国 -校門篇- - 慎吾ママ
5. はじめてのチュウ
6. 泣きたい気持ち
7. 心の鏡
8. SHAKE
9. 君と僕の6ヶ月
10. はだかの王様 〜シブトクつよく〜
11. それじゃまた
12. オリジナル スマイル
13. 俺たちに明日はある
14. MC #2

### 特典映像

#### DVD

##### Disc 1
1. Can't Stop!! -LOVING-（マルチアングル）

##### Disc 2
1. はだかの王様 〜シブトクつよく〜（マルチアングル）

#### VHS
※初回生産分のみ
1. 福岡公演MC映像

## Snap
『Snap』（スナップ）は、宮本敬文撮影の写真集。2001年12月12日発売。『LIVE pamS』と同時発売。
この写真集は、SMAP初のドキュメンタリー・フォトブックとして発売された。ウラスマツアーのライブの写真、バックステージの写真から構成されている。同年8月31日の東京スタジアム公演から9月30日の札幌ドーム公演までの写真を収録。前述の通り稲垣謹慎中であったため、稲垣は全く写っていない。
同時発売の『LIVE pamS』のジャケットとは対照的に、本作の表紙はピンク地に黒のタイトルでデザインされている。書籍のページ数は496ページと、SMAP関連の書籍の中でも多くとても分厚いものとなっている。

## コンサートツアー
- コンサートツアー『SMAP '01 "pamS Tour"』について記述。（★印は、追加公演、8月25日以降は、稲垣を除いたメンバー4人で公演を行った。）

|        | 開催日時 | 開演時間 | 会場                     |
| 2001年 | 2001年   | 2001年   | 2001年                   |
| ------ | -------- | -------- | ------------------------ |
| 1      | 7月28日  | 18:00    | 新潟国営越後丘陵公園     |
| 1      | 7月29日  | 17:30    | 新潟国営越後丘陵公園     |
| 2      | 8月4日   | 18:00    | 大阪ドーム               |
| 2      | 8月5日   | 17:00    | 大阪ドーム               |
| 2      | 8月6日   | 18:00    | 大阪ドーム               |
| 3      | 8月11日  | 18:00    | 岩手安比高原野外特設会場 |
| 3      | 8月12日  | 17:30    | 岩手安比高原野外特設会場 |
| 4      | 8月18日  | 18:30    | 広島国営備北丘陵公園     |
| 4      | 8月19日  | 17:30    | 広島国営備北丘陵公園     |
| 5      | 8月25日  | 18:00    | ナゴヤドーム             |
| 5      | 8月26日  | 17:00    | ナゴヤドーム             |
| 6      | 8月31日  | 18:00    | 東京スタジアム           |
| 6      | 9月1日   | 18:00    | 東京スタジアム           |
| 7      | 9月7日★  | 18:30    | 福岡ドーム               |
| 7      | 9月8日   | 18:00    | 福岡ドーム               |
| 7      | 9月9日   | 17:30    | 福岡ドーム               |
| 8      | 9月22日  | 18:00    | 東京ドーム               |
| 8      | 9月23日  | 17:00    | 東京ドーム               |
| 9      | 9月29日  | 18:00    | 札幌ドーム               |
| 9      | 9月30日★ | 17:00    | 札幌ドーム               |